# Hargeville
Hargeville ist eine Gemeinde in der Île-de-France in Frankreich. Sie befindet sich links der Seine und gehört zum Département Yvelines, zum Arrondissement Mantes-la-Jolie und zum Kanton Bonnières-sur-Seine (bis 2015 Kanton Guerville). Sie grenzt im Nordwesten an Arnouville-lès-Mantes, im Norden an Goussonville, im Nordosten an Jumeauville, im Südosten an Goupillières und im Südwesten an Saint-Martin-des-Champs. Die Bewohner nennen sich Hargevillois.

## Bevölkerungsentwicklung
| Jahr      | 1962 | 1968 | 1975 | 1982 | 1990 | 1999 | 2008 | 2013 |
| --------- | ---- | ---- | ---- | ---- | ---- | ---- | ---- | ---- |
| Einwohner | 142  | 152  | 144  | 261  | 275  | 319  | 374  | 436  |

## Sehenswürdigkeiten

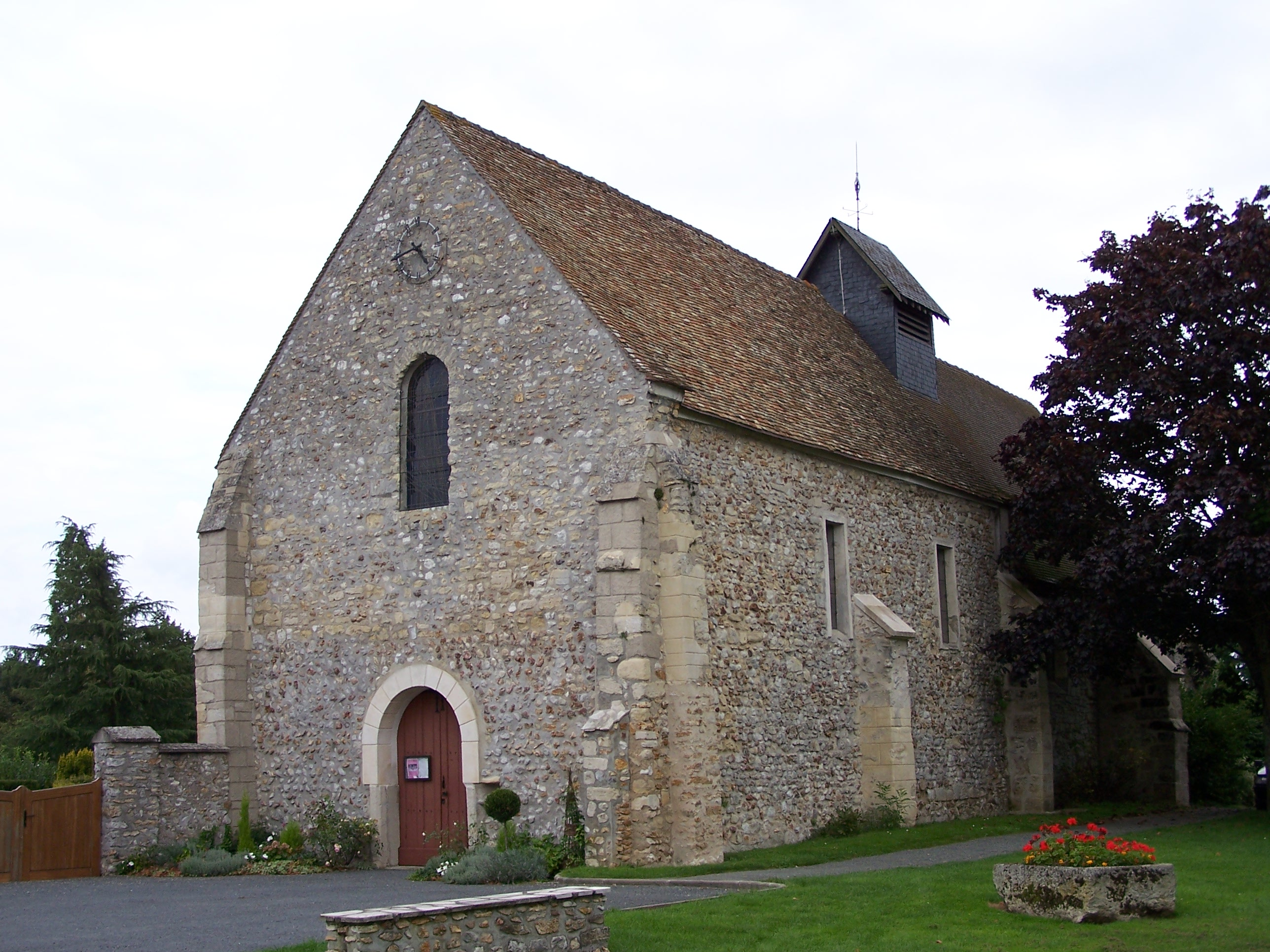
Kirche Saint-André

- Kirche Saint-André
- Kriegerdenkmal
- Schloss aus dem 17. Jahrhundert